# Жуковский, Степан Степанович
Степан Степанович Жуковский (1788—1864) — генерал-майор, начальник штаба Отдельного Кавказского корпуса.

## Биография
Родился в 1788 году, происходил из дворян Херсонской губернии, сын полкового есаула Степана Фёдоровича Жуковского. Старшие братья Степана: Михаил (1770—1836) — генерал-майор, тайный советник, генерал-интендант Кавказской армии; Галактион (?—1855) — генерал-майор в отставке.
Образование получил во 2-м кадетском корпусе, из которого выпущен в 1806 году подпоручиком в артиллерию и сразу же принял участие в кампании 1806—1807 годов в Восточной Пруссии против французов.
Вслед за тем в 1809—1811 годах Жуковский сражался на Дунае с турками. Во время Отечественной войны 1812 года он особо отличился в сражении под Борисовым и на Березине, был произведён в штабс-капитаны. В Заграничных походах 1813—1814 годов он также отличился в делах под Кульмом (за что получил особый прусский Железный крест) и Дрезденом; завершил же он войны против Наполеона своим участием в штурме Монмартрских высот под Парижем. Кроме того, 11 сентября 1813 года он был награждён золотым оружием с надписью «За храбрость».
В 1819 году Жуковский был произведён в полковники, в 1824 году назначен помощником вице-директора Артиллерийского департамента, в 1826 году получил должность помощника председателя Временной счётной артиллерийской комиссии, и с 1827 года был дежурным штаб-офицером по управлению генерал-фельдцейхмейстера.
Произведённый в 1828 году в генерал-майоры Жуковский получил назначение управляющим Временной счётной артиллерийской комиссией и 25 декабря того же года за беспорочную выслугу 25 лет в офицерских чинах был награждён орденом Св. Георгия 4-й степени (№ 4196 по кавалерскому списку Григоровича — Степанова), а в следующем году был командирован в Отдельный Кавказский корпус, где исправлял дела начальника штаба корпуса. На этой должности он принимал участие в кампании против турок, за отличие против турок он 21 апреля 1830 года был пожалован золотой шпагой с алмазными украшениями и с надписью «За храбрость».
В 1830 году Жуковский был назначен состоять по особым поручениям при главнокомандующем Отдельным Кавказским корпусом, с апреля 1831 года был управляющим Карабагской, Шекинской и Ширванской провинциями и Талышинским ханством, а в 1832 году получил должность начальника артиллерии Отдельного Кавказского корпуса.
Во всё время своего нахождения на Кавказе Жуковский неоднократно принимал участие в походах против горцев: в 1830 году он был в делах против джарских и балоканских аварцев и за Кубанью против шапсугов; в 1831 году он усмирял Талышинское ханство, возмущаемое Мир-Хасан-ханом, и изгнал последнего в Персию; в 1832 году он участвовал в походе в Дагестан и Чечню, где отличился при взятии аула Гимры.

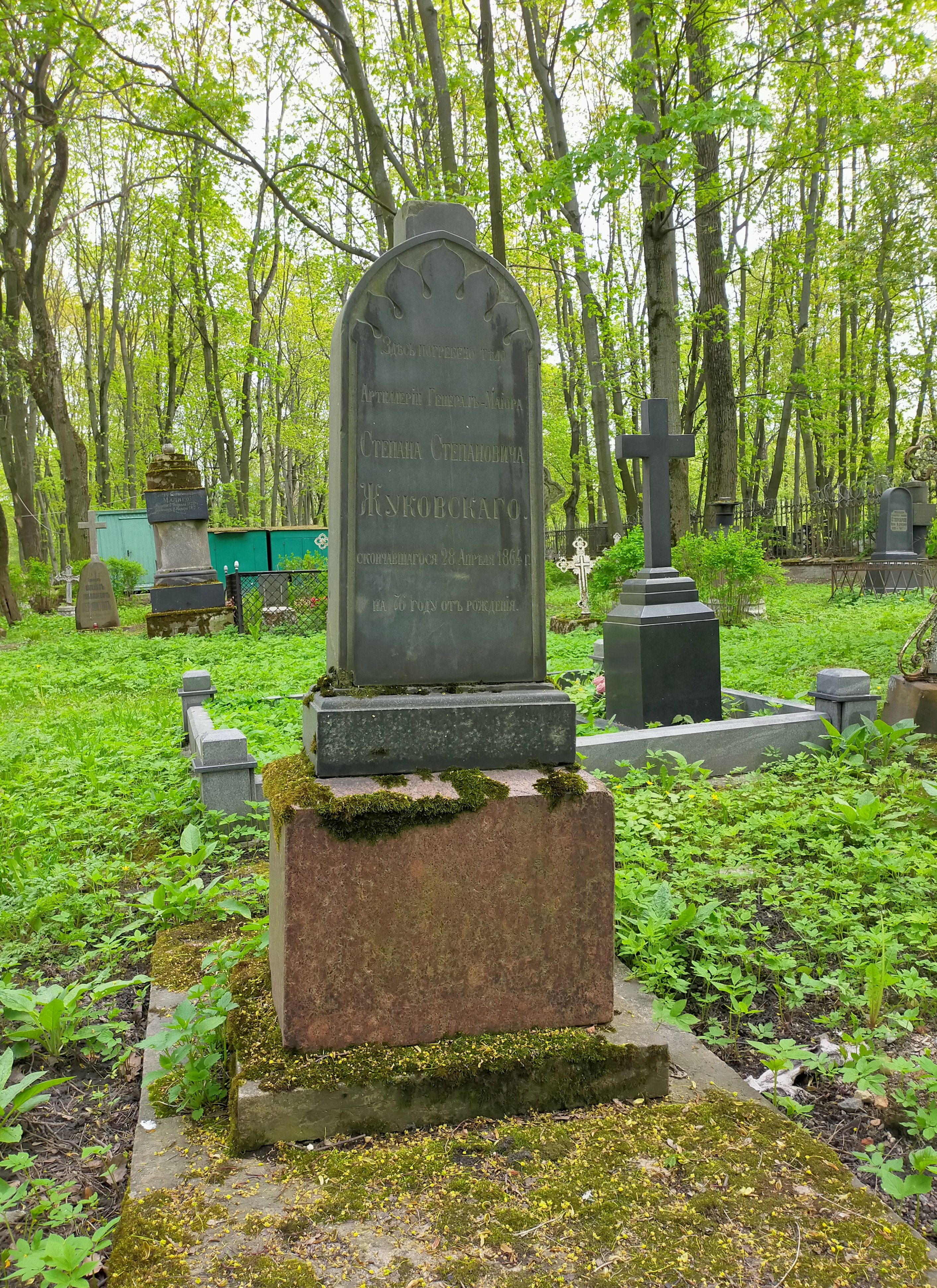
Могила С. С. Жуковского на Литераторских мостках

В 1838 году Жуковский вышел в отставку и поселился в Санкт-Петербурге, где скончался 28 апреля (10 мая) 1864 года, похоронен на Литераторских мостках Волковского кладбища.